# Стуляны
Стуляны (словац. Stuľany) — село и одноимённая община в районе Бардеёв Прешовского края Словакии. В письменных источниках начинает упоминаться с 1420 года.

## География
Село расположено в центральной части края, в юго-западной части Низких Бескид, к западу от реки Топли, при автодороге 3500. Абсолютная высота — 218 метров над уровнем моря. Площадь муниципалитета составляет 8,12 км².

## Население
| Год:                | 1994 | 2004    | 2014    | 2024    |
| ------------------- | ---- | ------- | ------- | ------- |
| Количество человек: | 612  | 604     | 577     | 545     |
| Разница:            |      | −1,30 % | −4,47 % | −5,54 % |

По данным последней официальной переписи 2011 года, численность населения Стулян составляла 582 человека.